# Список млекопитающих Вануату
Этот список является списком видов млекопитающих обитающих на территории Вануату, здесь насчитывается 22 вида млекопитающих, из которых 1 — находится под угрозой исчезновения и 4 вида являются уязвимыми.
Следующие теги используются для выделения статуса сохранения каждого вида по оценке МСОП:
| EX | Extinct               | Исчезнувший                       |
| EW | Extinct in the wild   | Исчезнувшие в дикой природе       |
| CR | Critically Endangered | Находится под критической угрозой |
| EN | Endangered            | Находится под угрозой             |
| VU | Vulnerable            | Уязвим                            |
| NT | Near Threatened       | Близкий к угрожающему состоянию   |
| LC | Least Concern         | В наименьшей угрозе               |
| DD | Data Deficient        | Сведения недостаточны             |
| NE | Not Evaluated         | Виды с неисследованным статусом   |

Некоторые виды были оценены с использованием более ранних критериев. Виды, оцененные с использованием этой системы, имеют следующие категории вместо угрожаемых и наименее опасных:
| LR/cd | Lower risk/conservation dependent | Виды, которые были в центре внимания программ сохранения и, возможно, перешли в категорию более высокого риска, если эта программа была прекращена. |
| LR/nt | Lower risk/near threatened        | Виды, которые близки к тому, чтобы классифицироваться как уязвимые, но не являются объектом программ сохранения.                                    |
| LR/lc | Lower risk/least concern          | Виды, для которых не существует идентифицируемых рисков.                                                                                            |

## Подкласс:Звери

### Инфракласс:Eutheria

#### Отряд:Сирены

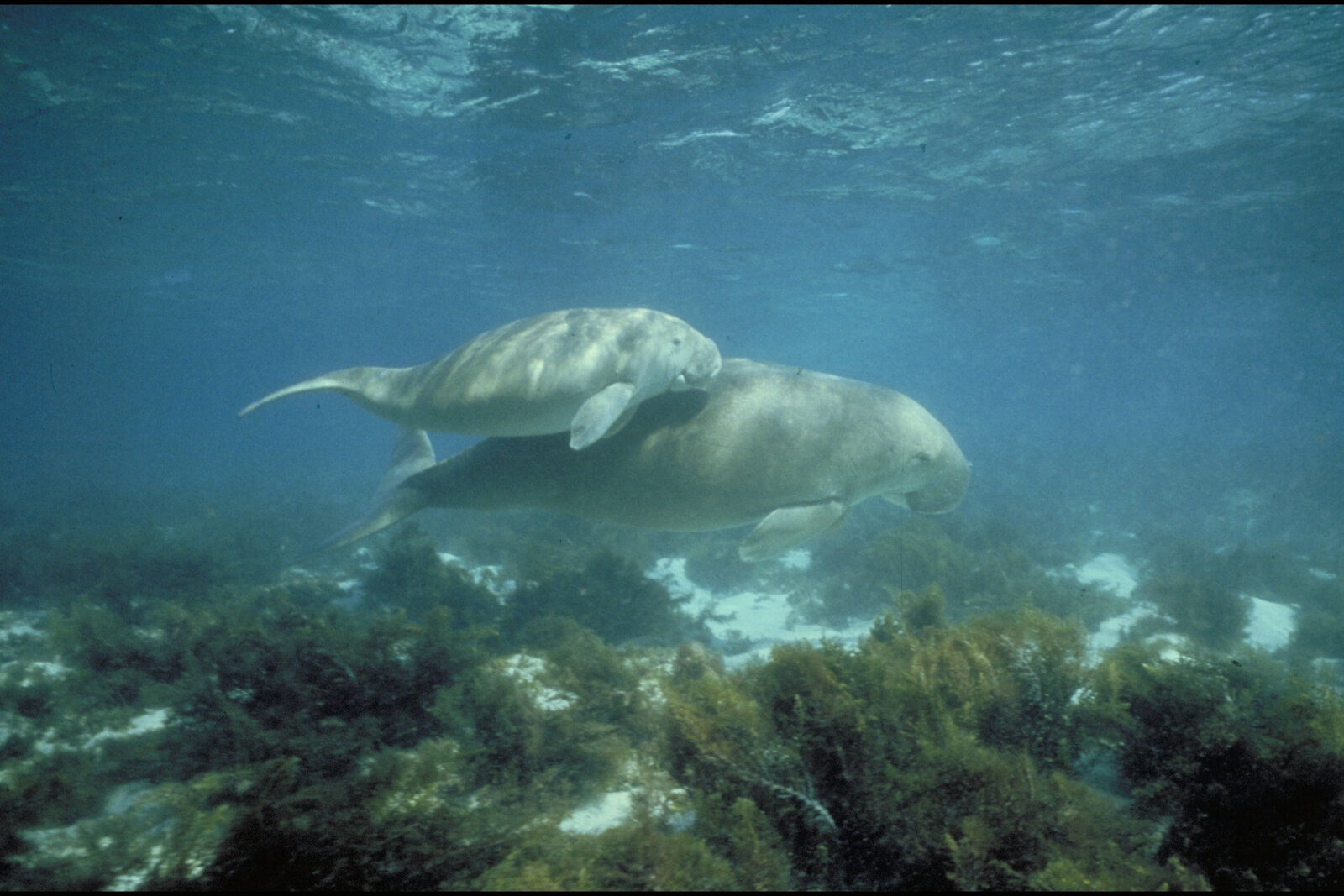
Дюгонь

- Семейство: Дюгоневые
  - Род: Дюгони
    - Дюгонь, Dugong dugon VU

#### Отряд:Рукокрылые
- Семейство: Крылановые (летающие лисицы, летучие мыши Старого Света)
  - Подсемейство: Pteropodinae
    - Род: Летучие лисицы
      - Новогебридская летучая лисица, Pteropus anetianus LR/lc
      - Pteropus fundatus VU
      - Тонганская летучая лисица, Pteropus tonganus LR/lc
      - Гигантская летучая лисица, Pteropus vampyrus LR/lc

  - Подсемейство: Macroglossinae
    - Род: Notopteris
      - Длиннохвостый крылан, Notopteris macdonaldi VU
- Семейство: Гладконосые летучие мыши
  - Подсемейство: Myotinae
    - Род: Ночницы
      - Большеногая ночница, Myotis adversus LR/lc

  - Подсемейство: Miniopterinae
    - Род: Длиннокрылы
      - Южный длиннокрыл, Miniopterus australis LR/lc
      - Новогвинейский длиннокрыл, Miniopterus tristis LR/lc
- Семейство: Бульдоговые летучие мыши
  - Род: Малые складчатогубы
    - Chaerephon bregullae LR/nt
    - Северный малый складчатогуб, Chaerephon jobensis LR/lc
- Семейство: Футлярохвостые
  - Род: Афроазиатские мешкокрылы
    - Полинезийский мешкокрыл, Emballonura semicaudata EN
- Семейство: Подковоносые
  - Подсемейство: Hipposiderinae
    - Род: Трезубценосы Тейта
      - Молуккский трезубценос, Aselliscus tricuspidatus LR/lc

    - Род: Подковогубы
      - Коричневый листонос, Hipposideros cervinus LR/lc

#### Отряд:Китообразные
- Подотряд: Усатые киты
  - Семейство: Полосатиковые
    - Подсемейство: Megapterinae
      - Род: Горбатые киты

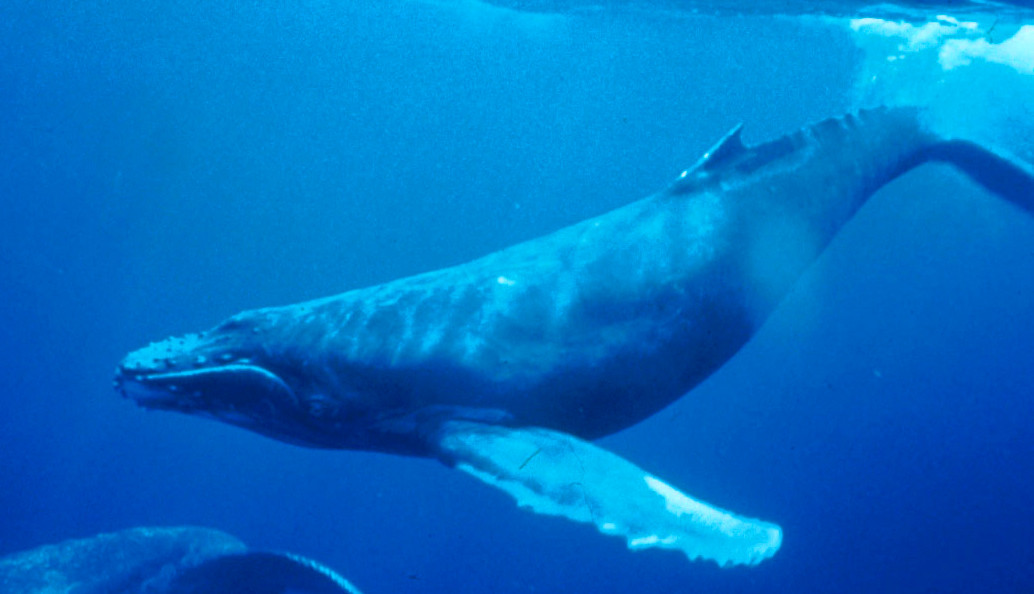
Горбатый кит

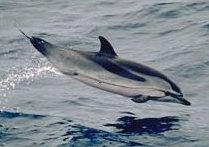
Полосатый дельфин

        - Горбатый кит, Megaptera novaeangliae VU
- Подотряд: Зубатые киты
  - Надсемейство: Platanistoidea
    - Семейство: Клюворыловые
      - Подсемейство: Hyperoodontinae
        - Род: Ремнезубы
          - Тупорылый ремнезуб, Mesoplodon densirostris DD
          - Японский ремнезуб, Mesoplodon ginkgodens DD
          - Ремнезуб Гектора, Mesoplodon hectori DD

    - Семейство: Дельфиновые (морские дельфины)
      - Род: Продельфины
        - Stenella attenuata, Stenella attenuata LR/cd
        - Полосатый дельфин, Stenella coeruleoalba LR/cd
        - Длиннорылый продельфин, Stenella longirostris LR/cd

      - Род: Малайзийские дельфины
        - Малайзийский дельфин, Lagenodelphis hosei DD